# یام یام (تنسی)
یام یام (به انگلیسی: Yum Yum) یک منطقهٔ مسکونی در ایالات متحده آمریکا است که در شهرستان فایت، تنسی واقع شده‌است. یام یام ۱۳۰٫۱۵ متر بالاتر از سطح دریا واقع شده‌است.